# Édouard Vilar
Édouard Vilar (Prada, 26 de juliol del 1847 - París, 28 de gener del 1930) va ser un polític nord-català, alcalde de Prada, diputat i senador.

## Biografia
Advocat, s'inscrigué al col·legi professional de Prada i durant un temps el presidí. El 1878 i del 1885 al 1886 va ser elegit alcalde de Prada, però només restà en el càrrec fins a l'any següent. Des del 1877 i durant diversos decennis va ser conseller general pel cantó d'Oleta; entre 1887 i 1891, i entre 1894 i 1896 presidí el Consell General dels Pirineus Orientals.
Va ser diputat a l'Assemblea Nacional (4.10.1885-4.1.1891) i senador durant set lustres al Senat francès, del 4 de gener del 1891 al 8 de gener del 1927. Durant el seu pas pel Parlament francès s'alineà amb l'esquerra radical, sostenint la política del govern Floquet i votant l'expulsió dels prínceps, l'import sobre els cereals, el restabliment del vot per circumscripcions unipersonals (scrutin d'arrondissement, l'11 de febrer del 1889), contra l'ajornament indefinit de la revisió de la Constitució, pel projecte de llei Lisbonne, pel procés contra el general Boulanger….
El 1907 va ser admès com a soci de la Societat d'Estudis Catalans. La seva població natal li dedicà un carrer i un atzucac.